# Роуз-Хилл (Манхэттен)
Роуз-Хилл (англ. Rose Hill) — район в боро Манхэттен в Нью-Йорке, между районами Марри-Хилл на севере и парком Грамерси на юге, Кипс-Бей на востоке, Флэтайрон на юго-западе и NoMad («к северу от Мэдисон-авеню») на северо-западе. В прошлом безымянный район иногда считался частью NoMad, потому что название «Роуз-Хилл» в основном использовалось для района в XVIII—XIX веках, и в настоящее время используется не очень часто.
Путеводитель AIA Guide to New York City определяет Роуз-Хилл как территорию, ограниченную 23-й улицей на юге, 32-й улицей на севере, Мэдисон-авеню на западе и Третьей авеню на востоке. Президент Ассоциации соседей Роуз-Хилл считает восточной границей Ист-Ривер. Роуз-Хилл относится к 5-му и 6-му Общественным советам Манхэттена.

## Роуз-Хилл в Бронксе
Название манхэттенского района происходит от местности в Бронксе. Парк Роуз-Хилл — остаток гораздо более крупного поместья, когда-то названного так его владельцем, Робертом Уоттсом, а кампус Роуз-Хилл (англ. Rose Hill Campus) — часть городка Фордемского университета. По данным Департамента парков города Нью-Йорка, в 1775 году брат Роберта Джон женился на своей кузине Джейн Делэнси, семья которой жила на прилегающей территории, которая сейчас называется Бронкс-парк (англ. Bronx Park).
До женитьбы Джон Уотт жил на Манхэттене. Он приобрел недвижимость в Бронксе в 1787 году у наследников Эндрю Корса. Вскоре после этого Джон передал имущество своему брату Роберту, назвавшему его «Роуз-Хилл».
Архивные исследования профессора истории Фордемского университета Роджера Уайнса показали, что первоначальным владельцем поместья был голландец Рейер Михаэлсон (Reyer Michaelson). Бенджамин Корса женился на дочери Михаэлсона и в 1736 году получил право на дом и землю. Джон Хьюз, католический епископ Нью-Йорка, приобрел Роуз-Хилл в 1839 году для создания колледжа Святого Иоанна (англ. St. John’s College), предшественника Фордема.

## Роуз-Хилл на ферме Уоттса

### Владение Уоттса

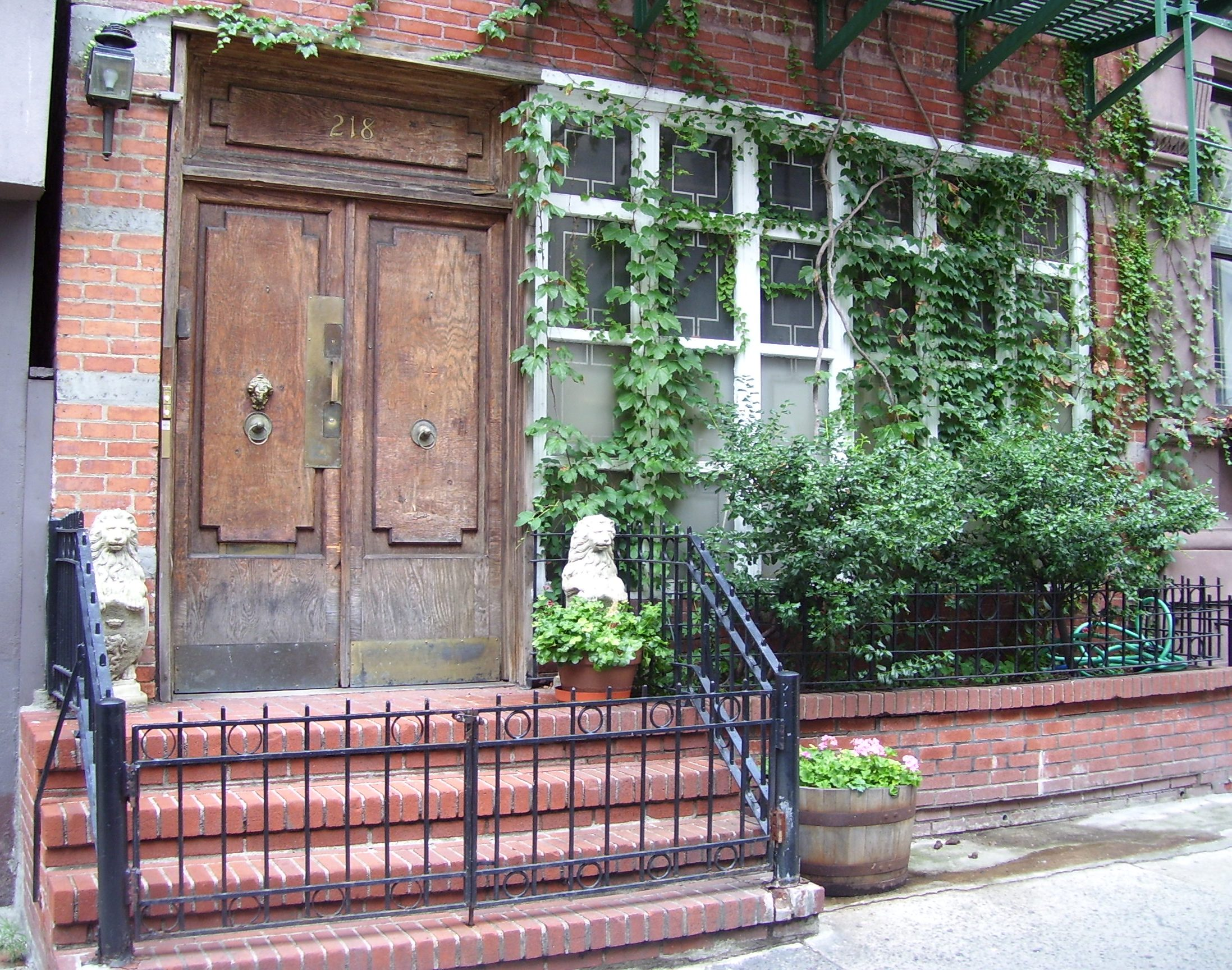
Восточная 25-я улица, д. 218

Согласно генеалогическому источнику, впервые название «Роуз-Хилл» получила ферма, купленная в ноябре 1747 года судьей Джоном Уоттсом (1715—1789), который много лет представлял город в колониальном законодательном собрании. Ферма занимала более 130 акров (0,5260913349 км2) на берегу Ист-Ривер, между будущими 21-й и 30-й улицами и 4-й авеню. Резиденция Уоттса в городе находилась по адресу Бродвей, дом 3, напротив Боулинг-Грин.
Уоттс был сыном Роберта Уоттса из «Роуз-Хилл» (англ. Robert Watts of «Rose Hill»), выходца из Эдинбурга, и Мэри, старшей дочери Уильяма Николла, из Айслипа на Лонг-Айленде. Джон назвал ферму в память о доме своего отца. В июле 1742 года Джон женился на Энн, младшей дочери Стивена Делэнси. Будучи лоялистами, в 1775 году они навсегда уехали в Великобританию, оставив «Роуз-Хилл» и бродвейский дом в руках своему сыну Джону Уоттсу (1749—1836). Джон (2-й) получил оба дома сразу по завещанию отца 12 сентября 1789 года.
Главный дом «Роуз-Хилл» сгорел в 1779 году, во время британской оккупации, но в документе 1780-х годов упоминаются «дома, здания, сады, огороды» на этой земле. Отдельные участки фермы продавались в 1780-х годах: в 1786 году Николас Крюгер заплатил 144 фунта за участок, который сейчас является кварталом, ограниченным 29-й и 30-й улицами, Второй и Третьей авеню.

### Продажа
После Войны за независимость ферма «Роуз-Хилл» была восстановлена, перестрена и выставлена на продажу (1790) с описанием в New-York Daily Advertiser.
Генерал Горацио Гейтс приобрел, по разным данным, все имение Уоттса или его часть в том же 1790 году и использовал в качестве загородной резиденции особняк, находившийся на нынешнем углу Второй авеню и 22-й улицы. Он умер в своем имении в апреле 1806 года, после чего дом превратили в пансион.
К моменту принятия Генерального плана Манхэттена 1811 года, утвердившего современную сеть улиц, участок Крюгера был разделен на доли под застройку.
На юго-западному участке фермы «Роуз-Хилл» в 1831 году был разбит парк Грамерси, по оси будущейЛексингтон-авеню. Карта участка с поместьем Уоттса и фермы, отображающая границы парка в 1866 году, хранится в Нью-Йоркской публичной библиотеке.

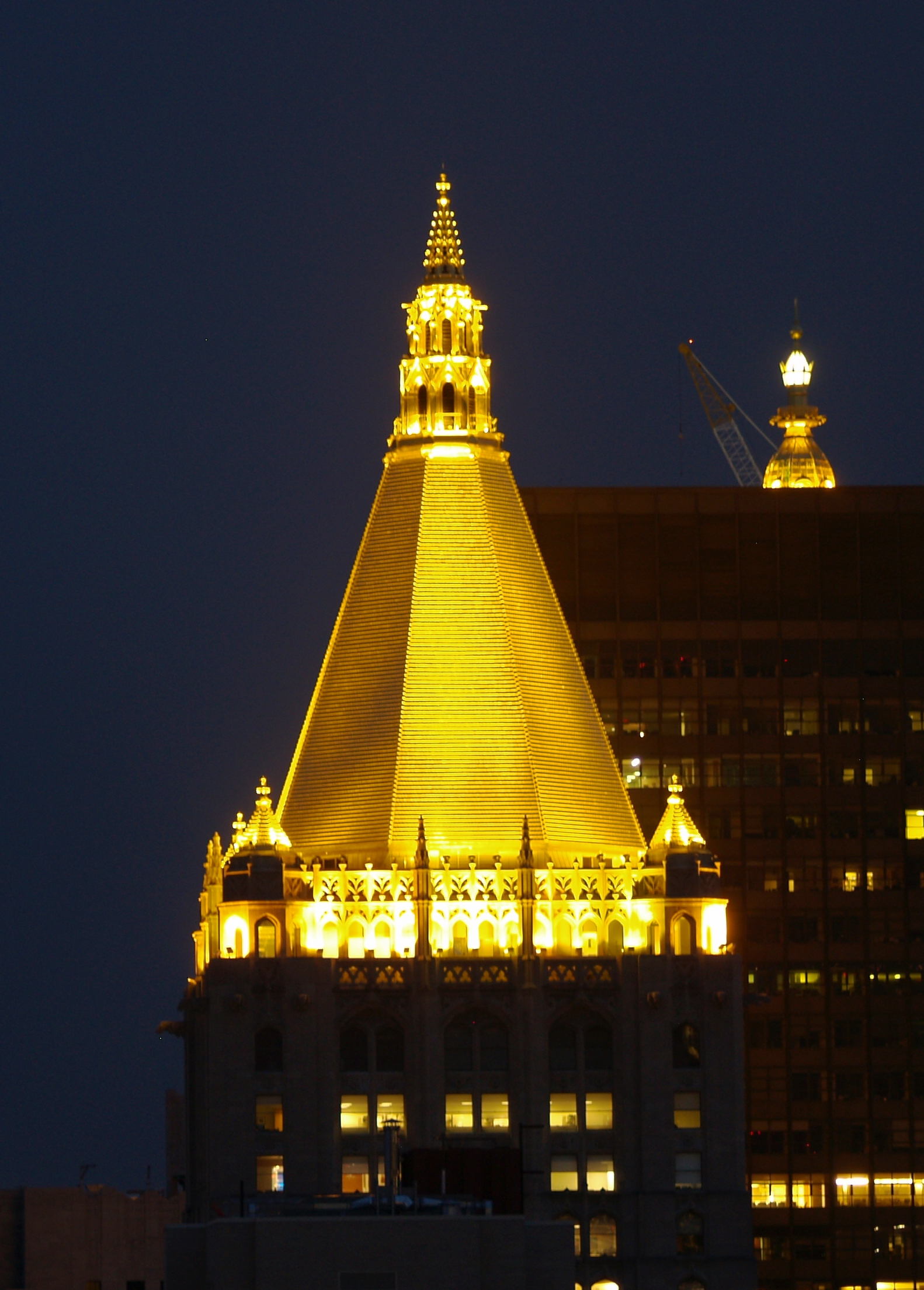
Золотая верхушка здания Нью-Йорк-Лайф-билдинг, освещаемого в ночное время

## Достопримечательности

### Здания в Роуз-Хилл
В Роуз-Хилл находятся Колледж Баруха, Школа изобразительных искусств, а также Стоматологический колледж Нью-Йоркского университета.
В квартале действует несколько организаций, содействующих проживанию в малогабаритных квартирах и комнатах. Одним из таких предприятий является Friends House in Rosehill, созданный квакерами, благодаря которому, по сути, возродилось старое название района; другое — это отель Prince George, спонсируемый организацией Common Ground.

### Мэдисон-Сквер

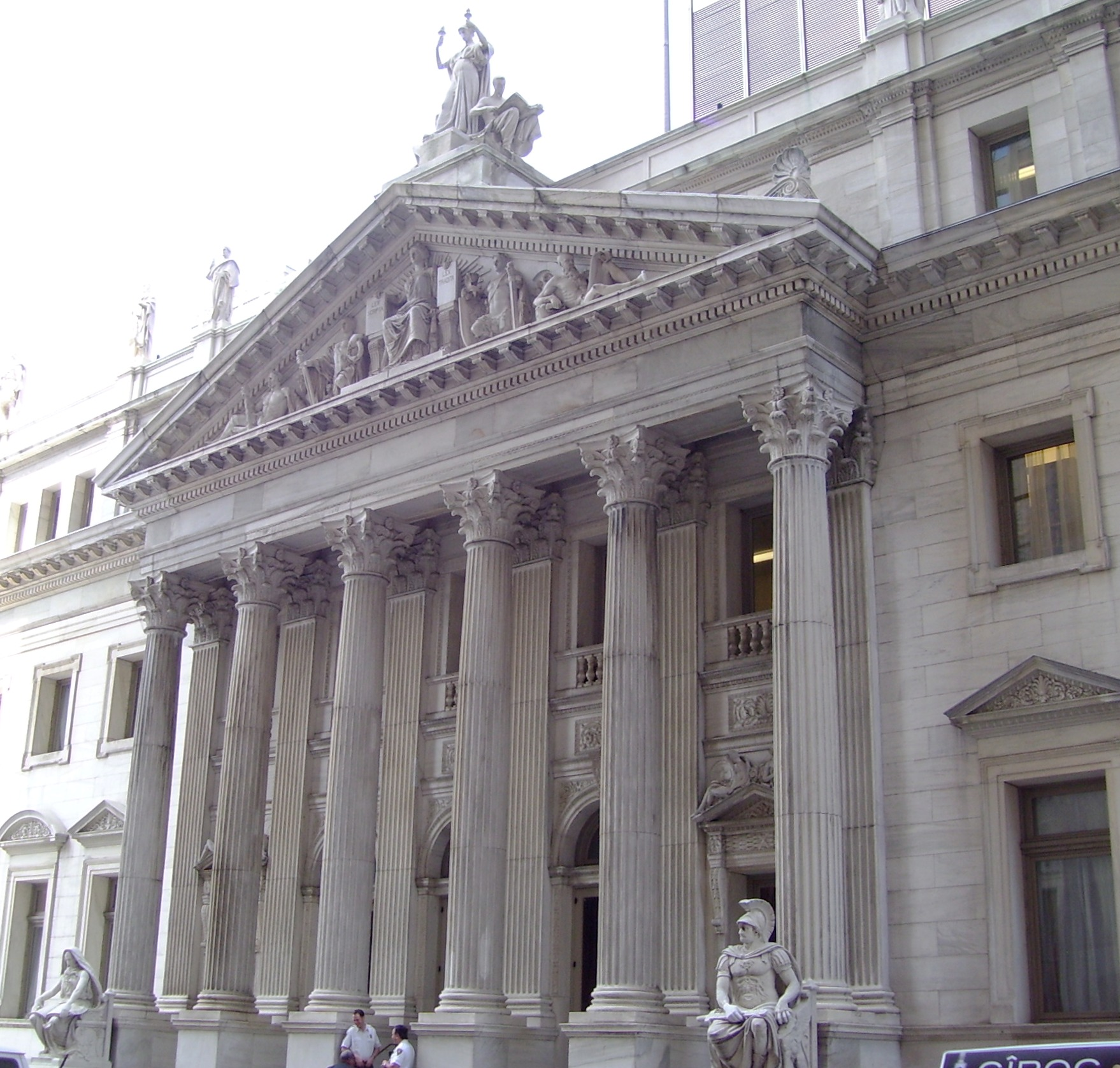
Верховный суд штата Нью-Йорк, Апелляционный отдел, Первый департамент

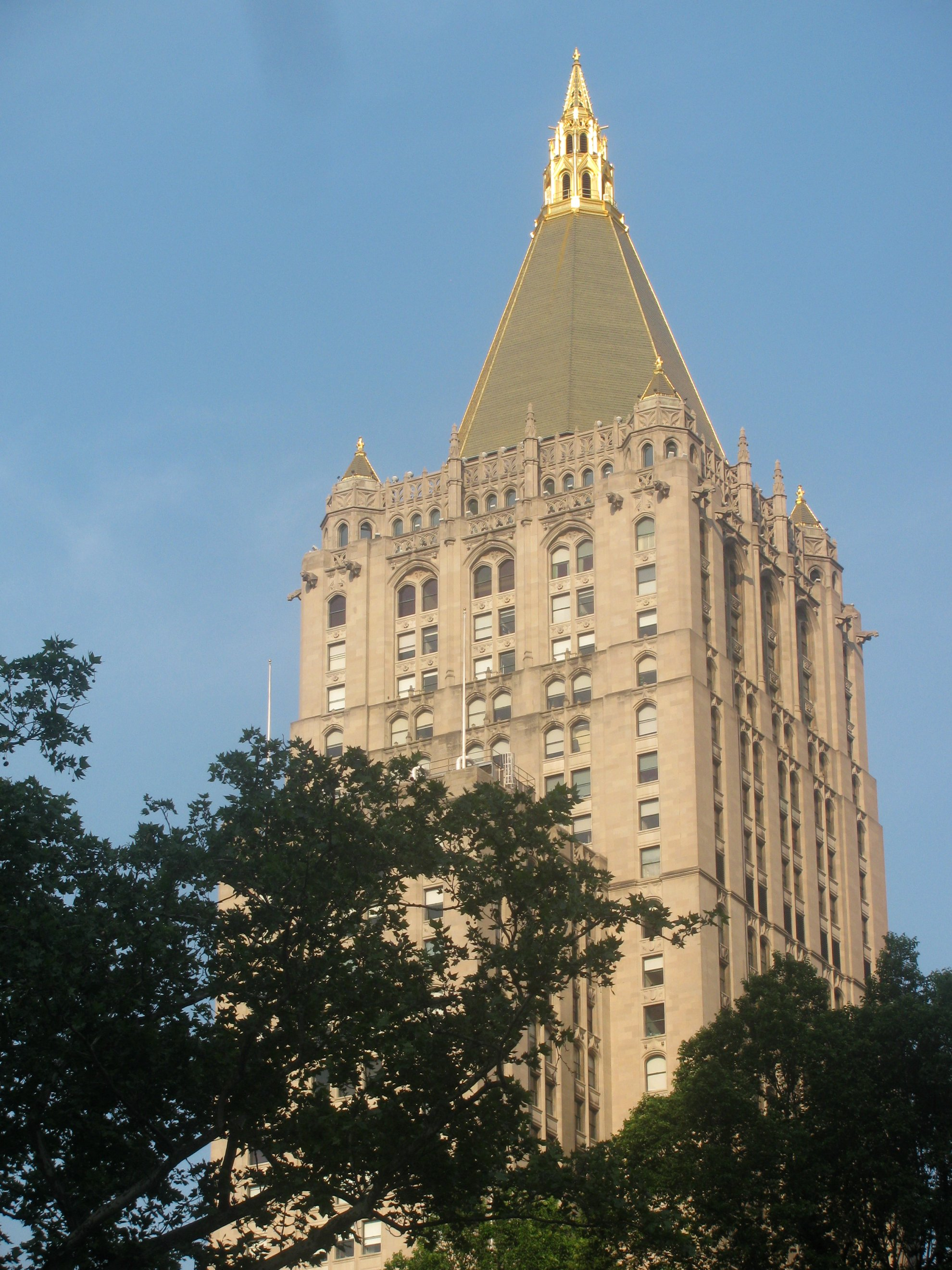
Нью-Йорк-Лайф-билдинг

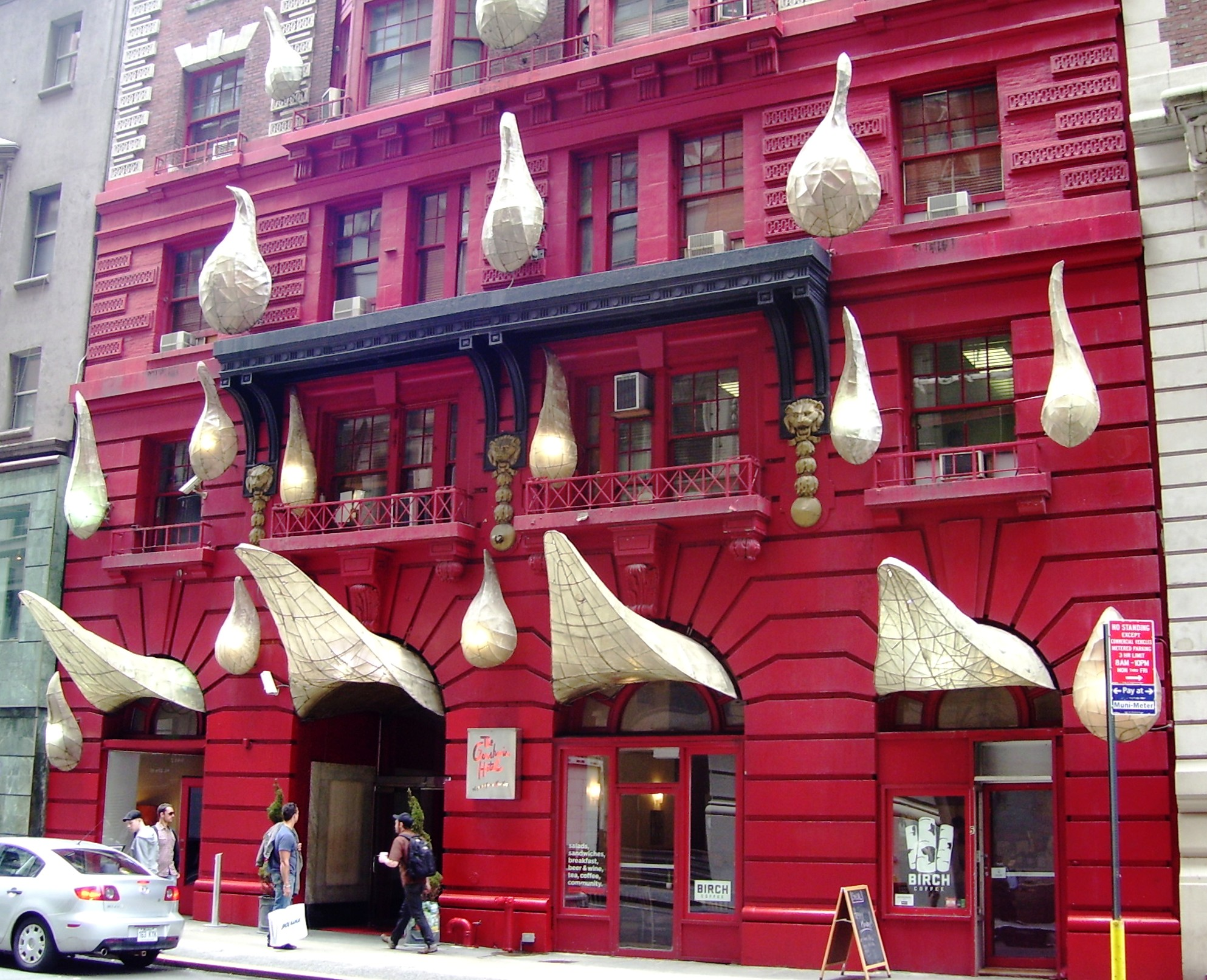
Отель «Гершвин» («Эвелин»)

К юго-западной части района примыкает Мэдисон-сквер, ограниченный 23-й улицей, 26-й улицей, Пятой авеню и Мэдисон-авеню. Первоначальный Мэдисон-сквер-гарден был расположен на углу Мэдисон-авеню и 26-й улицы (1879—1890). Второй по счету Мэдисон-сквер-гарден, расположенный на том же месте (1890—1925), был спроектирован Стэнфордом Уайтом. В 1925 году Гарден был перенесен в Уэст-Сайд, на угол 50-й улицы и Восьмой авеню. У Уайта была квартира в здании Мэдисон-сквер-гарден; существуют противоречивые сведения о том, произошла ли история, описанная в фильме «Девушка в розовом платье» (1955) в этой квартире или в соседнем здании на 24-й улице, которое арендовал Уайт. В 2007 году здание на 24-й улице рухнуло в результате последствий пожара, произошедшего в 2003 году.
Доминантами Мэдисон-сквер являются Метлайф-тауэр, которое до 2005 года было штаб-квартирой страховой компании MetLife, и Нью-Йорк-Лайф-билдинг, расположенный на месте бывшего Мэдисон-сквер-гарден, где теперь находится штаб-квартира MetLife. Эти здания входят в официальный список достопримечательностей Нью-Йорка, как и Здание Апелляционного отдела Верховного суда штата Нью-Йорк, находящееся между этими небоскрёбами. В 2001 году кварталы к северу и западу от парка, являющиеся частью NoMad, были определены властями как Исторический квартал Мэдисон-Сквер (Север) (англ. Madison Square North Historic District). Эта охраняемая зона также включает участки из трех кварталов на западной стороне Бродвея. В историческом квартале находится Музей секса, расположенный на углу Пятой авеню и 27-й улицы. Здесь же расположен отель Гершвин (Эвелин) (англ. Gershwin Hotel; Evelyn), здание которого построено в 1905 году и является образцом стиля ар-нуво. Отель долгое время носил имя знаменитого композитора, так как расположен в центре исторического района «улицы дребезжащих жестянок».

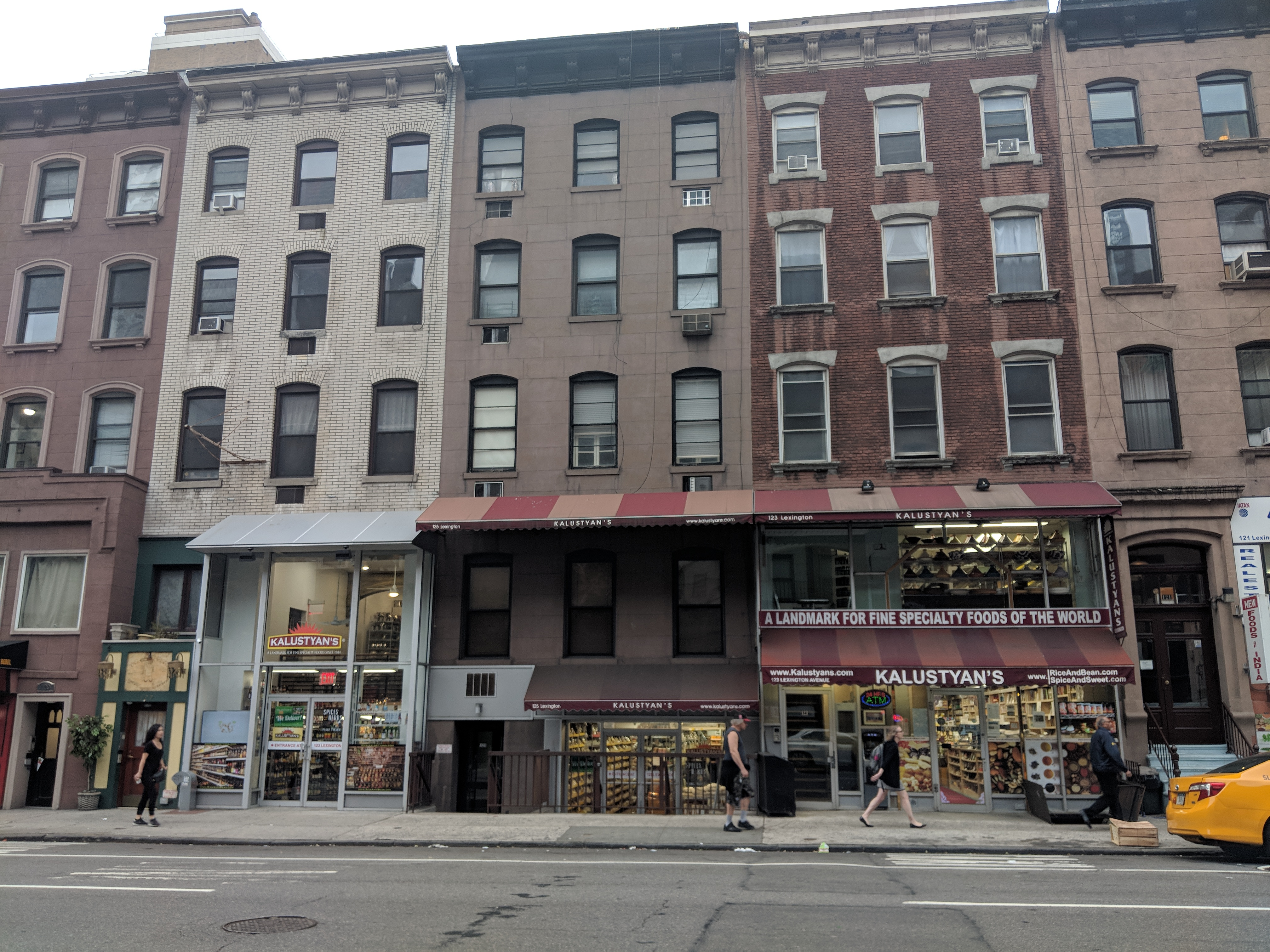
Магазин специй Kalustyan’s

## «Карри-Хилл»
Ряд индийских ресторанов (в основном южноиндийской кухни) и магазинов специй расположены вдоль Лексингтон-авеню между 25-й и 30-й улицами. Этот квартал стал известен как «холм из карри» (англ. Curry Hill). Изначальный толчок развитию квартала дало открытие армянского магазина специй «У Калустяна» (англ. Kalustyan’s).

## Транспортное сообщение
Роуз-Хилл обслуживается четырьмя станциями Нью-Йоркского метрополитена. Станции «23-я улица» и «28-я улица» на ветке Би-эм-ти обслуживают поезда N, Q, R, W на Бродвее в соседнем NoMad. Станции IRT-линии Лексингтон-авеню «23-я улица» и «28-я улица» расположены на южной Парк-авеню, давая доступ к поездам 4, 6 и <6>.
Район обслуживается автобусными маршрутами New York City Bus: M1, M2 и M3 на Парк-Авеню и Мэдисон-Авеню (северное направление) и на Пятой авеню (южное направление), а также M55 на Пятой авеню (южное направление) и M101, M102 и M103 (по Третьей и Лексингтон-авеню); и M15 и M15 SBS на Первой и Второй Авеню. Маршрут автобуса M23 SBS Crosstown проходит по 23-й улице.